# 西村知美 キュートに初恋
西村知美 キュートに初恋（にしむらともみ キュートにはつこい）は、1986年3月から1996年3月まで放送されていたラジオ番組。
本番組終了の1年後、1997年4月から『西村知美 キュートに初恋II』（にしむらともみ キュートにはつこいツー）として再開され、1998年9月まで放送されていた。本項ではこの両者について説明。

## 概要
西村知美が本格デビューしたのと同時の1986年3月に放送開始。制作と収録は綜合放送で行われていた。
1987年の時点で、週に200 - 300通のはがきが集まっていた。番組中にはがきが読まれたリスナーには、当番組のリスナーの会「キュート会」への入会が認められていた。ユニークな「キュート会会則」を書いて送ったはがきが読まれれば、その場で会員番号がもらえていた。なお、この会は会費は不要だが、特典も何も無いというもので、会員証もリスナー各自が勝手に作っていた。キュート会では、リスナーそれぞれ自分が考えた「会則」を実行したレポートを募集していた。そして、キュート会の会報『キュート会新聞・キュートプレス』がリスナーによって自主製作されていた。他に、はがきが採用されたリスナーには番組特製の色鉛筆やキーホルダー、またはその時の企画に応じて西村知美グッズやスポンサーからのグッズもプレゼントされていた。
1990年1月17日に帯としての放送1,000回を迎え、これを記念して1989年12月24日に当時東京・原宿にあった西村の店『TOMOROSE』で当番組初の公開デモンストレーションが行われ、この模様は1990年1月中旬に放送された。
1994年10月期から、一部の局では「西村知美 レディーにご用心」として放送されるようになり（各局の番組表もこのタイトルに改題）、山口放送、西日本放送、山梨放送は「キュートに初恋」のままで残るという、複数のタイトルが併存する状態になったが、いずれも番組内容は同一だった。
1996年3月を以って、10年にわたる放送を一旦終了。1年のブランクを置いて、1997年4月から『西村知美 キュートに初恋II』として再開され、1998年9月まで放送。第1期と合わせて、11年6か月の長期にわたり放送された。
オープニングテーマ曲は、COSMOS-keyboards trio-のアルバム「夢想都市」収録曲「Cerulean Carib」。

## 主なコーナー
なるほど・ザ・ベストテン
- リスナーの身の周りの出来事、家族、人物、遊びなどを募集し、紹介していた[3]。このコーナーは基本構成が時期によって変わることもあり、1989年当時は嘉門タツオの曲『AWAN AWAN!!』のように「○○と××は絶対に合わない」といったネタをこのコーナーで募集していたこともあった[11]。

トロリ通信
- 本番組初期のコーナー。のんびり屋なリスナーからの「自分はトロい」と思った体験談を紹介[12]。

知美の作文朗読コーナー
- 原稿用紙2枚分程度の作文を募集。1987年の時点で、このコーナーにも週に50作品ほどが来ていた[3]。

もう、怒っちゃうぞ！
- リスナーのムカムカ経験、怒った経験のエピソードを募集。番組の方で代わって怒ってくれるコーナー[13]。

キュートキュートコール
- このコーナーへの応募者の中から選ばれたリスナーの元に突然西村本人が電話し、むちゃぶりなどを要求しながらトークしていた[7]

知美のかえうた（とろりんのかえうた）
- 西村の曲で替え歌を作ってリスナーから募集。このコーナーで最初に放送していた時は西村自身が替え歌を歌っていたが、第2回目の企画の時は、リスナーが自作自演で作った歌をカセットテープに録音して送り、西村が審査していた[14]。

知美に挑戦！ウルトラクイズ（1989年7月頃から）
- リスナーから珍問・奇問・難問など様々なクイズを募集し、採用された問題に西村自身が答えるコーナー[11]。

カセットメール
- リスナーからの、メッセージを録音したカセットテープを募集していた[15]。

女王様とお呼び!!（1990年4月頃から）
ページワンはやさすい（1990年4月頃から）
大ボケ・小ボケ・カン違い（1990年4月頃から）
- リスナーの大ボケな体験談や、間違って覚えていたために恥をかいたという体験談などを募集していた[17]。

その他
- 1989年12月17日に開店した西村の店『TOMOROSE』で販売するグッズの案やキャラクター案をこの番組で募集していた[14]。
- 番組中で『キュートリスナーが選ぶ、一番好きなトロリンの歌』の企画が行われ、1989年8月の集計結果では、1位『君は流れ星』、2位『夢色のメッセージ』、3位『シンフォニーの風』だった[18]。
  - 他

## ネット局

### 1986年4月 - 1996年3月 (第1期)
（出典：）
（「→」は、放送曜日・時間帯変更無し、網掛け枠は放送無し）
| 局名       | 1986年4月 -           | 1986年10月 -          | 1987年4月 -           | 1987年10月 -                        | 1988年4月 -                             |
| ---------- | --------------------- | --------------------- | --------------------- | ----------------------------------- | --------------------------------------- |
| 北海道放送 | 月 - 金 22:40 - 22:50 | →                     | →                     | →                                   | →                                       |
| 青森放送   |                       |                       |                       |                                     |                                         |
| 岩手放送   |                       |                       | 土曜 12:45 - 13:00    | →                                   |                                         |
| 山形放送   |                       |                       | 月 - 金 22:30 - 22:45 | 火曜 22:30 - 23:00                  | →                                       |
| 東北放送   |                       |                       | 月曜 22:30 - 23:00    |                                     |                                         |
| 茨城放送   | 月 - 木 22:30 - 22:40 | →                     | →                     | →                                   | →                                       |
| 新潟放送   | 月 - 金 24:25 - 24:30 | →                     | →                     | →                                   | →                                       |
| 信越放送   |                       | 土曜 20:30 - 21:00    |                       | 水曜 23:30 - 24:00                  | →                                       |
| 山梨放送   | 月 - 金 22:20 - 22:30 | →                     | →                     | →                                   | →                                       |
| 北日本放送 | 月 - 金 22:20 - 22:30 | →                     |                       |                                     |                                         |
| 北陸放送   |                       |                       |                       |                                     |                                         |
| 福井放送   |                       |                       |                       |                                     |                                         |
| 静岡放送   | 月 - 金 22:00 - 22:10 | 月 - 金 22:10 - 22:20 | →                     | 月曜 23:30 - 23:55                  | 火曜 22:00 - 22:30                      |
| 岐阜放送   |                       |                       |                       |                                     |                                         |
| ラジオ関西 | 日曜 16:30 - 17:00    | →                     |                       |                                     |                                         |
| 山陽放送   |                       |                       |                       |                                     |                                         |
| 山陰放送   | 日曜 21:45 - 21:55    |                       | 火 - 日 21:45 - 21:50 |                                     | 日曜 9:30 -10:00                        |
| 中国放送   | 月 - 金 22:15 - 22:30 | →                     |                       |                                     |                                         |
| 山口放送   | 月 - 金 24:10 - 24:20 | 月 - 金 22:50 - 23:00 | →                     | →                                   | →                                       |
| 四国放送   | 日曜 12:30 - 12:45    | →                     | →                     | →                                   | →                                       |
| 西日本放送 | 月 - 金 23:00 - 23:10 | →                     | →                     | 月 - 金 21:20 - 21:30               |                                         |
| 南海放送   |                       |                       | 月 - 金 22:50 - 23:00 |                                     | 土曜 23:20 - 23:30 （1988年6月4日から） |
| 高知放送   | 月曜 23:30 - 24:00    | →                     |                       |                                     | 日曜 14:10 - 14:30                      |
| KBCラジオ  | 月 - 金 21:20 - 21:30 | 金曜 19:00 - 19:30    | 火 - 金 21:20 - 21:30 |                                     |                                         |
| 大分放送   | 土曜 23:00 - 23:30    | →                     | →                     | →                                   | →                                       |
| 長崎放送   |                       |                       | 日曜 12:45 - 13:00    | →                                   | →                                       |
| 熊本放送   |                       |                       |                       | 水曜 21:30 - 22:00                  |                                         |
| 宮崎放送   |                       |                       |                       |                                     |                                         |
| 南日本放送 | 月 - 金 22:50 - 23:00 | →                     | →                     | →                                   |                                         |
|            |                       |                       |                       |                                     |                                         |
| 局名       | 1988年10月 -          | 1989年4月 -           | 1989年10月 -          | 1990年4月 -                         | 1990年10月 -                            |
| 北海道放送 |                       |                       | 水曜 20:00 - 20:30    |                                     |                                         |
| 青森放送   | 金曜 22:40 - 22:45    |                       |                       |                                     | 月 - 木 20:55 - 21:00                   |
| 岩手放送   |                       |                       |                       | 火 - 金 22:15 - 22:30               |                                         |
| 山形放送   | 火曜 22:30 - 23:00    | →                     | →                     | 火曜 22:00 - 22:30                  | →                                       |
| 東北放送   |                       |                       |                       |                                     |                                         |
| 茨城放送   | 月 - 木 22:30 - 22:40 | →                     | →                     | →                                   | →                                       |
| 新潟放送   | 月 - 金 24:25 - 24:30 | →                     | 火曜 24:05 - 24:30    | →                                   | →                                       |
| 信越放送   |                       |                       |                       | 月 - 木 22:45 - 23:00               |                                         |
| 山梨放送   | 月 - 金 22:20 - 22:30 | →                     | →                     | 火曜 22:30 - 23:00                  | →                                       |
| 北日本放送 |                       |                       |                       |                                     |                                         |
| 北陸放送   |                       |                       |                       |                                     |                                         |
| 福井放送   |                       |                       |                       |                                     |                                         |
| 静岡放送   | 火曜 22:00 - 22:30    | 日曜 11:30 - 12:00    |                       | 火曜22:30 - 22:50 （1990年7月から） |                                         |
| 岐阜放送   | 土・日 17:45 - 18:00  |                       | 土・日 17:45 - 18:00  |                                     | 土・日 17:45 - 18:00                    |
| ラジオ関西 |                       |                       |                       |                                     |                                         |
| 山陽放送   |                       |                       |                       |                                     |                                         |
| 山陰放送   | 日曜 9:30 -10:00      | →                     | 月 - 金 21:40 - 21:50 | 月 - 金 23:40 - 23:50               | 月 - 金 22:30 - 22:40                   |
| 中国放送   |                       |                       |                       |                                     |                                         |
| 山口放送   | 月 - 金 22:50 - 23:00 | →                     | →                     | →                                   | →                                       |
| 四国放送   | 日曜 12:30 - 12:45    | →                     | →                     | →                                   | →                                       |
| 西日本放送 | 月 - 金 21:30 - 21:40 | 月 - 金 22:45 - 22:55 | →                     |                                     |                                         |
| 南海放送   | 土曜 23:20 - 23:30    | →                     |                       |                                     |                                         |
| 高知放送   | 日曜 14:10 - 14:30    | 日曜 23:05 - 23:30    |                       |                                     |                                         |
| KBCラジオ  |                       |                       |                       |                                     |                                         |
| 大分放送   | 土曜 23:00 - 23:30    | →                     | 土曜 24:00 - 24:30    | →                                   | →                                       |
| 長崎放送   | 日曜 12:45 - 13:00    | →                     | 日曜 17:30 - 17:45    | 日曜 12:15 - 12:30                  | →                                       |
| 熊本放送   |                       |                       | 月曜 24:25 - 24:55    | →                                   | →                                       |
| 宮崎放送   |                       |                       |                       |                                     |                                         |
| 南日本放送 |                       | 月 - 金 23:30 - 23:40 | 月 - 金 21:20 - 21:30 |                                     | 火 - 金 21:50 - 22:00                   |
|            |                       |                       |                       |                                     |                                         |
| 局名       | 1991年4月 -           | 1991年10月 -          | 1992年4月 -           | 1992年10月 -                        | 1993年4月 -                             |
| 北海道放送 |                       |                       |                       |                                     |                                         |
| 青森放送   | 月 - 木 22:30 - 22:35 | 月 - 木 20:55 - 21:00 |                       |                                     |                                         |
| 岩手放送   |                       |                       |                       |                                     |                                         |
| 山形放送   | 火曜 22:00 - 22:30    | →                     | →                     | →                                   | →                                       |
| 東北放送   |                       |                       |                       |                                     |                                         |
| 茨城放送   | 月 - 木 22:30 - 22:40 | →                     |                       |                                     |                                         |
| 新潟放送   | 火曜 22:30 - 23:00    | →                     | 月曜 22:10 - 22:50    | 月曜 22:10 - 22:40                  |                                         |
| 信越放送   |                       |                       |                       |                                     |                                         |
| 山梨放送   | 火曜 22:30 - 23:00    | →                     | →                     | →                                   | 日曜 22:00 - 22:30                      |
| 北日本放送 |                       |                       |                       |                                     |                                         |
| 北陸放送   |                       |                       | 日曜 23:30 - 24:00    | →                                   | 月曜 21:00 - 21:30                      |
| 福井放送   |                       |                       |                       |                                     |                                         |
| 静岡放送   |                       |                       |                       |                                     |                                         |
| 岐阜放送   |                       | 土・日 17:45 - 18:00  |                       | 土・日 17:45 - 18:00                |                                         |
| ラジオ関西 |                       |                       |                       | 水曜 24:30 - 25:00                  | →                                       |
| 山陽放送   | 月 - 金 22:15 - 22:30 | →                     |                       |                                     |                                         |
| 山陰放送   | 月 - 金 22:30 - 22:40 | →                     | →                     |                                     |                                         |
| 中国放送   |                       |                       |                       |                                     |                                         |
| 山口放送   | 月 - 金 22:50 - 23:00 | →                     | →                     | →                                   | 月 - 金 23:20 - 23:30                   |
| 四国放送   | 日曜 12:30 - 12:45    | →                     |                       | 土曜 20:30 - 21:00                  |                                         |
| 西日本放送 | 木 23:45 - 24:00      | →                     | →                     | 木 23:30 - 24:00                    | 月 - 金 22:20 - 22:30                   |
| 南海放送   |                       |                       |                       |                                     |                                         |
| 高知放送   |                       |                       |                       |                                     |                                         |
| KBCラジオ  |                       |                       |                       |                                     |                                         |
| 大分放送   | 土曜 24:00 - 24:30    | →                     | →                     | →                                   | →                                       |
| 長崎放送   |                       |                       |                       |                                     |                                         |
| 熊本放送   | 月曜 24:25 - 24:55    | →                     | →                     | →                                   | →                                       |
| 宮崎放送   |                       |                       |                       |                                     |                                         |
| 南日本放送 |                       |                       |                       |                                     |                                         |
|            |                       |                       |                       |                                     |                                         |
| 局名       | 1993年10月 -          | 1994年4月 -           | 1994年10月 -          | 1995年4月 -                         | 1995年10月 -                            |
| 北海道放送 |                       |                       |                       |                                     |                                         |
| 青森放送   |                       |                       |                       |                                     |                                         |
| 岩手放送   |                       |                       |                       | 月 - 金 23:10 - 23:15               |                                         |
| 山形放送   |                       |                       | 金曜 21:00 - 21:30    | 土曜 24:00 - 24:30                  | 火曜 21:30 - 22:00                      |
| 東北放送   |                       |                       |                       |                                     |                                         |
| 茨城放送   |                       |                       | 日曜 19:00 - 19:30    |                                     |                                         |
| 新潟放送   |                       |                       |                       |                                     |                                         |
| 信越放送   |                       |                       |                       |                                     |                                         |
| 山梨放送   | 日曜 22:00 - 22:30    | 日曜 23:30 - 24:00    | →                     | 日曜 24:00 - 24:30                  |                                         |
| 北日本放送 |                       |                       |                       |                                     |                                         |
| 北陸放送   | 木曜 21:30 - 22:00    |                       |                       |                                     |                                         |
| 福井放送   |                       |                       |                       | 水曜 22:30 - 23:00                  | 水曜 22:00 - 22:30                      |
| 静岡放送   |                       |                       |                       |                                     |                                         |
| 岐阜放送   | 土・日 17:45 - 18:00  |                       | 月 - 金 17:35 - 17:45 |                                     |                                         |
| ラジオ関西 |                       |                       |                       |                                     |                                         |
| 山陽放送   |                       |                       |                       |                                     |                                         |
| 山陰放送   |                       |                       |                       |                                     |                                         |
| 中国放送   |                       |                       |                       | 月曜 23:45 - 23:55                  |                                         |
| 山口放送   |                       | 日曜 21:30 - 22:00    | →                     | 月曜 21:00 - 21:30                  | 日曜 21:30 - 22:00                      |
| 四国放送   | 火曜 22:00 - 22:30    | →                     | →                     | 土曜 24:30 - 25:00                  | 土曜 21:00 - 21:30                      |
| 西日本放送 | 月 - 金 22:00 - 22:10 | →                     | →                     | →                                   | 月曜 23:30 - 24:00                      |
| 南海放送   | 土曜 16:00 - 16:30    |                       |                       |                                     |                                         |
| 高知放送   |                       |                       |                       |                                     | 木曜 22:00 - 22:30                      |
| KBCラジオ  |                       |                       |                       |                                     |                                         |
| 大分放送   | 土曜 24:00 - 24:30    | 土曜 24:30 - 25:00    | 金曜 19:30 - 20:00    |                                     |                                         |
| 長崎放送   |                       |                       |                       |                                     |                                         |
| 熊本放送   |                       |                       |                       |                                     |                                         |
| 宮崎放送   |                       |                       |                       |                                     | 日曜 19:00 - 19:30                      |
| 南日本放送 |                       |                       |                       |                                     |                                         |

- この他、アール・エフ・ラジオ日本が1988年10月の改編時のつなぎとして、同年10月3日から10月7日までの5日間だけ、23:15 - 23:30の時間で当番組を放送していた。

### 1997年4月 - 1998年9月 (II)
- HBCラジオ：日曜 16:05 - 16:30 → 日曜 16:35 - 17:00（1998年3月まで）
- 栃木放送：木曜 22:30 - 23:00
- 北陸放送：土曜 16:00 - 16:15（1997年12月7日から）→ 日曜18:00 - 18:30（1998年4月から）
- ラジオ関西：火曜 25:00 - 25:30（深夜1:00 - 1:30）
- 西日本放送：月 - 金 21:30 - 21:40
- 山口放送：月曜 21:00 - 21:30（1997年4月 - 1997年9月）→ 月 - 金 18:40 - 18:50（1997年10月 - 1998年3月）→ 月曜 21:00 - 21:30（1998年4月 - 1998年9月）
- 四国放送：土曜 21:30 - 22:00（1997年10月 - 1998年3月）
  - 他

## ネット形態
放送時間は、月曜から金曜までの毎日、10分あるいは5分間の放送だった局もあれば、週1回30分の局も多く、週1回5分または10分という局もあった。土曜・日曜の夕方、日曜の昼に放送していた所もあった。ネット局数は、1987年4月期の17局が最多だった。
各局の改編ごとにネット打ち切り・再開が頻繁にあった。1986年3月から1996年3月までの第1期においては、10年間通して放送を続けていた局は1局も無く、西村知美の地元である山口放送においても、本番組放送開始と共にネット開始したものの、1993年10月期で放送が途切れていた。
スポンサーが付いていた局もあり、北海道放送では少年出版社（現・コアマガジン、1988年9月まで）、大分放送では1990年3月頃まで地元のチェーン店「釘宮メガネ」が提供していた。